# İsmet Hürmüzlü
İsmet Hürmüzlü, né en 1938 à Kirkouk et mort le 19 janvier 2013 à Ankara, est un acteur, scénariste et régisseur turkmène d'Irak.
Dans les années 1950 Hürzmüzlü rejoint le Théâtre Kirkouk turkmène en tant que cofondateur. Plus tard, il va en Turquie et est admis au Conservatoire d'État d'Ankara en 1961. Après avoir été diplômé du conservatoire, il commence à travailler dans les cinémas d'État de la Turquie. Dans les années 1970, Hürmüzlü fonde le Théâtre d'Art Çağlar et essaie des formes de théâtre expérimental. Il est nommé directeur général adjoint des théâtres de l'État dans les années 1980.